# Google Home
Google Home là dòng loa thông minh được Google phát triển dưới thương hiệu Google Nest. Các thiết bị cho phép người dùng nói lệnh thoại để tương tác với các dịch vụ thông qua Google Assistant, trợ lý ảo của công ty. Cả hai dịch vụ nội bộ và bên thứ ba đều được tích hợp, cho phép người dùng nghe nhạc, kiểm soát việc phát lại video hoặc ảnh hoặc nhận cập nhật tin tức hoàn toàn bằng giọng nói. Các thiết bị Google Nest cũng được tích hợp hỗ trợ cho tự động hóa gia đình, cho phép người dùng điều khiển các thiết bị gia dụng thông minh bằng khẩu lệnh của họ. Thiết bị đầu tiên, Google Home, được phát hành tại Hoa Kỳ vào tháng 11 năm 2016; phát hành sản phẩm tiếp theo trên toàn cầu từ 2017-2019.
Thông qua các bản cập nhật phần mềm cho các thiết bị Google Nest và Google Assistant, các chức năng bổ sung đã được thêm vào theo thời gian. Ví dụ: nhiều loa có thể được thiết lập để phát lại nhạc một cách đồng bộ. Một bản cập nhật vào tháng 4 năm 2017 đã mang đến sự hỗ trợ cho nhiều người dùng, cho phép thiết bị phân biệt giữa tối đa sáu người bằng giọng nói của họ. Vào tháng 5 năm 2017, Google đã công bố nhiều bản cập nhật, bao gồm: gọi điện thoại rảnh tay miễn phí tại Canada và Hoa Kỳ; nhắc nhở chủ động trước các sự kiện theo lịch trình; phản hồi trực quan trên thiết bị di động hoặc TV có hỗ trợ Chromecast; truyền phát âm thanh Bluetooth; và khả năng thêm lời nhắc và lịch hẹn.
Loa Google Home ban đầu được phát hành vào tháng 11 năm 2016 có hình dạng hình trụ với đèn LED trạng thái màu trên đầu. Vào tháng 10 năm 2017, Google đã công bố hai bổ sung cho dòng sản phẩm, Google Home Mini hình puck thu nhỏ và Google Home Max lớn hơn. Vào tháng 10 năm 2018, công ty đã phát hành Google Home Hub, một loa thông minh với màn hình cảm ứng 7 inch. Vào tháng 5 năm 2019, Google đã thông báo rằng các thiết bị Google Home sẽ được đổi thương hiệu dưới biểu ngữ Google Nest và tiết lộ một màn hình thông minh lớn hơn có tên là Google Nest Hub Max.

## Lịch sử
Vào tháng 3 năm 2016, các báo cáo đã được công bố về việc Google phát triển loa không dây để cạnh tranh với Amazon Echo. Google Home đã được công bố chính thức tại hội nghị nhà phát triển của công ty vào tháng 5 năm 2016, tại đó có thông báo rằng Home sẽ chạy phần mềm Google Assistant (phát triển việc đàm thoại của Google Now dự định được tích hợp trong các sản phẩm khác cũng được công bố tại hội nghị).
Vào tháng 10 năm 2016, ứng dụng di động iOS và Android được sử dụng để cài đặt Google Home và các thiết bị phát trực tuyến khác của Google đã được đổi tên từ "Google Cast" thành "Google Home", để lại Google Cast là tên duy nhất cho giao thức "gửi" âm thanh/nội dung video để phát lại trên thiết bị khác. Loa thông minh Google Home đã được phát hành tại Hoa Kỳ vào ngày 4 tháng 11 năm 2016, và tại Vương quốc Anh vào ngày 6 tháng 4 năm 2017. Vào tháng 5 năm 2017, Google đã thông báo rằng loa Google Home sẽ được phân phối tại Úc, Canada, Pháp, Đức và Nhật Bản vào giữa năm 2017, và thiết bị này sau đó đã có sẵn để đặt hàng trước tại Canada vào ngày 2 tháng 6 năm 2017, với ngày bán lẻ là 26 tháng 6. Vào tháng 7 năm 2017, Google đã công bố phát hành Google Home tại Úc vào ngày 20 tháng 7 năm 2017, Pháp vào ngày 3 tháng 8 năm 2017, Đức vào ngày 8 tháng 8 năm 2017, và Ý vào ngày 27 tháng 3 năm 2018.
Vào ngày 4 tháng 10 năm 2017, Google đã công bố Google Home Mini, một biến thể nhỏ hơn, rẻ hơn được phát hành vào ngày 19 tháng 10 năm 2017, cũng như Google Home Max, một biến thể lớn hơn, đắt tiền hơn được phát hành vào ngày 11 tháng 12 năm 2017.
Google Home và Home Mini đã được phát hành tại Ấn Độ vào ngày 10 tháng 4 năm 2018, và Google Nest Hub được phát hành vào ngày 26 tháng 8 năm 2019.
Vào ngày 7 tháng 5 năm 2019, trong bài phát biểu Google I / O, Google đã thông báo rằng tất cả các sản phẩm nhà thông minh của họ từ đó sẽ được bán trên thị trường dưới thương hiệu Nest. Nest đã được đơn vị phần cứng gia đình của Google trợ cấp vào tháng 7 năm 2018.
Vào ngày 10 tháng 7 năm 2019, một báo cáo được đài truyền hình VRT NWS của Bỉ xuất bản đã có quyền truy cập vào hơn một nghìn trích đoạn âm thanh được Google Assistant ghi lại ở Bỉ và Hà Lan. Các tệp âm thanh đã được gửi cho nhân viên của Google để phát triển công nghệ giọng nói của Google Assistant. Theo báo cáo của VRT NWS, 153 trong số 1.000 tệp âm thanh không bao giờ được ghi lại và trong thời gian đó, lệnh 'OK Google' rõ ràng không được đưa ra. Trong một số trường hợp, các bản ghi âm bao gồm các cuộc trò chuyện trong phòng ngủ, các cuộc trò chuyện giữa cha mẹ và con cái của họ, nhưng cũng có các hàng và các cuộc gọi điện thoại chuyên nghiệp có chứa nhiều thông tin cá nhân.
Google bảo vệ cách làm này trong một bài đăng trên blog: Một phần trong công việc của chúng tôi là phát triển công nghệ ngôn ngữ cho nhiều ngôn ngữ hơn, chúng tôi hợp tác với các chuyên gia ngôn ngữ trên khắp thế giới, những người hiểu được các sắc thái và điểm nhấn của một ngôn ngữ cụ thể, Google Google đã viết. Các chuyên gia ngôn ngữ này xem xét và phiên âm một nhóm truy vấn nhỏ để giúp chúng tôi hiểu rõ hơn về các ngôn ngữ đó. Đây là một phần quan trọng trong quá trình xây dựng công nghệ giọng nói và cần thiết để tạo ra các sản phẩm như Google Assistant.